# Emiraat Cyrenaica
Het emiraat Cyrenaica (Arabisch: إمارة برقة) was een kortstondige emiraat in Libië van 1949 tot 1951.

## Geschiedenis
Het emiraat Cyrenaica ontstond toen Sayyid Idris op 1 maart 1949 eenzijdig Cyrenaica uitriep tot onafhankelijk Senoessi-emiraat, gesteund door het Verenigd Koninkrijk. Sayyid Idris riep zichzelf uit tot emir van Cyrenaica op een 'nationale conferentie' in Benghazi. De erkenning door het Verenigd Koninkrijk had geen invloed op de houding van de Verenigde Naties, en Groot-Brittannië en Frankrijk kregen de opdracht om de onafhankelijkheid van Libië voor te bereiden in een resolutie die op 21 november 1949 werd aangenomen. De onafhankelijkheid van het koninkrijk Libië werd uitgeroepen op 24 december 1951 en op 27 december werd emir Idris gekroond als koning Idris I.

## Vlag
De zwarte vlag met witte ster en halve maan werd door Idris aangenomen toen hij in 1947 tot emir werd uitgeroepen. De vlag werd de basis van de vlag van Libië van 1951, met de toevoeging van een rode en een groene streep, die Tripolitanië en Fezzan vertegenwoordigen, respectievelijk. Idris als koning van Libië hield de vlag van het emiraat als zijn persoonlijke koninklijke standaard, met de toevoeging van een witte kroon in de bovenste takel.

## Autonomie
Op 6 maart 2012, in navolging van de gebeurtenissen 63 jaar eerder, vond een soortgelijke bijeenkomst plaats in Benghazi, waarin werd opgeroepen tot meer autonomie en federalisme voor Cyrenaica. Ahmed al-Senussi, een familielid van koning Idris, werd aangekondigd als de leider van de zelfverklaarde Cyrenaica Overgangsraad.